# Friedrich August Voßberg
Friedrich August Voßberg, auch Friedrich August Vossberg (* 31. Oktober 1800 in Strzelno, Provinz Posen; † 26. Januar 1870) war ein deutscher Numismatiker, Sphragistiker sowie Münz- und Siegelsammler.

## Leben
Voßberg besuchte anfangs die Klosterschule in Inowrazlaw in der Provinz Posen und dann das Gymnasium in Marienwerder in Westpreußen. Bei der Rückkehr Napoleons meldete er sich als kaum Fünfzehnjähriger freiwillig zum Militär. Vom Frühjahr 1815 an bis Juli 1818 diente er bei der Artillerie, kam aber nicht mehr zum Einsatz. Seit November 1823 arbeitete er als Kanzlist und Registrator bei dem Geheimen Finanzrath Langner in Posen. Am 2. Dezember 1826 trat er eine Anstellung als Kanzleiassistent bei der Hauptbank in Berlin an. Er wurde später Geheimer Registrator und 1865 Kanzleirat.
Nebenberuflich befasste sich Voßberg intensiv mit der Geschichte und Deutung von Münzen und Siegeln, die er eifrig zu sammeln pflegte. Er verfasste eine Reihe nützlicher Nachschlagewerke auf diesem Gebiet, die noch heute brauchbare Abbildungen und Bildtafeln enthalten wie auch Hinweise auf Literaturstellen bei wichtigen zeitgenössischen Historikern wie zum Beispiel Johannes Voigt.
Voßbergs Werke sind ein wertvoller Beitrag zur Erfassung der mitteleuropäischen, insbesondere der preußischen Kulturgeschichte. Selten unterliefen ihm Interpretationsfehler: Hinter dem Wappentier Fischgreif im Stadtsiegel von Leba vermutete er einen ‚Seehund‘.
Im Jahr 1835 heiratete Voßberg eine Tochter des akademischen Künstlers Weyde. Die Ehe blieb kinderlos.

## Ehrungen
Vossberg wurden folgende Ehrenzeichen verliehen:
- Goldene Ehrenmedaille für Kunst und Wissenschaft
- Hohenzollernscher Hausorden
- Kronenorden

## Schriften (Auswahl)
- Münzen und Siegel der preußischen Städte Danzig, Elbing, Thorn, so wie der Herzöge von Pomerellen im Mittelalter. Mit vielen Münz- und Siegel.Abbildungen. Berlin 1841 (Digitalisat) (Rezension, S. 242–243).
- Geschichte der Preußischen Münzen und Siegel von frühester Zeit bis zum Ende der Herrschaft des Deutschen Ordens. Berlin 1843 (Digitalisat).
- Banderia Prutenorum oder Fahnen des Deutschen Ordens und seiner Verbündeten, welche in Schlachten und Gefechten des 15. Jahrhunderts eine Beute der Polen wurden. Nach der Dlugoßschen Handschrift herausgegeben. Mit vielen Abbildungen. Berlin 1849 (Digitalisat).
- Münzgeschichte der Stadt Danzig. Mit 12 Tafeln Abbildungen. Berlin 1852 (Auflage 50 Exemplare) (Digitalisat).
- Die Siegel des Mittelalters von Polen, Litauen, Schlesien. Pommern und Preußen. Ein Beitrag zur Förderung diplomatischer, genealogischer, numismatischer und kunstgeschichtlicher Studien über ursprünglich slavische Theile der Preußischen Monarchie. Mit XXV Kupfertafeln. Berlin 1854 (Digitalisat).
- Wappenbuch der Städte des Großherzogthums Posen. Mit 16 Tafeln Abbildungen. Berlin 1866 (Auflage 200 Exemplare) (Digitalisat).
- Die Siegel der Mark Brandenburg. Nach Urkunden des Geh. Staats Archivs, des Staats-Archivs zu Magdeburg, sowie städtischer und anderer Archive. 1. Lieferung 1868. Die umfangreichen Sammlungen von Gipsabgüssen, Zeichnungen und Notizen zu diesem Werk wurden im Geheimen Staatsarchiv in Berlin aufbewahrt. Auf diese Sammlung zurückgreifend, hat der Verein „Herold“ 1887 die 2. Lieferung des Buches herausgegeben. Nachdruck beider Lieferungen in einem Band im Verlag Klaus Becker, Potsdam 2019, ISBN 978-3-88372-217-7.

Als Koautor
- gemeinsam mit Theodor Hirsch: Caspar Weinreich's Danziger Chronik. Ein Beitrag zur Geschichte Danzigs, der Lande Preussen und Polen, des Hansabundes und der nordischen Reiche. Berlin 1855 (Digitalisat).